# San Antonio Spurs 2003-2004
La stagione 2003-04 dei San Antonio Spurs fu la 28ª nella NBA per la franchigia.
I San Antonio Spurs arrivarono secondi nella Midwest Division della Western Conference con un record di 57-25. Nei play-off vinsero il primo turno con i Memphis Grizzlies (4-0), perdendo la semifinale di conference con i Los Angeles Lakers (4-2).

## Classifica
Midwest Division
|  |    |                        | G  | V  | P  | %    | GB |
|  | -- | ---------------------- | -- | -- | -- | ---- | -- |
|  | 1. | Minnesota T'wolves (1) | 82 | 58 | 24 | 70,7 | -  |
|  | 2. | San Antonio Spurs (3)  | 82 | 57 | 25 | 69,5 | 1  |
|  | 3. | Dallas Mavericks (5)   | 82 | 52 | 30 | 63,4 | 6  |
|  | 4. | Memphis Grizzlies (6)  | 82 | 50 | 32 | 61,0 | 8  |
|  | 5. | Houston Rockets (7)    | 82 | 45 | 37 | 54,9 | 13 |
|  | 6. | Denver Nuggets (8)     | 82 | 43 | 39 | 52,4 | 15 |
|  | 7. | Utah Jazz              | 82 | 42 | 40 | 51,2 | 16 |

## Roster
| N° | Naz.                   | Ruolo | Sportivo            | Anno | Alt. | Peso |
| -- | ---------------------- | ----- | ------------------- | ---- | ---- | ---- |
| 1  | Stati Uniti (bandiera) | G     | Jason Hart          | 1978 | 191  | 84   |
| 3  | Stati Uniti (bandiera) | G     | Matt Carroll        | 1980 | 198  | 96   |
| 5  | Stati Uniti (bandiera) | A     | Robert Horry        | 1970 | 206  | 100  |
| 7  | Stati Uniti (bandiera) | G     | Anthony Carter      | 1975 | 185  | 86   |
| 8  | Slovenia (bandiera)    | C     | Radoslav Nesterovič | 1975 | 213  | 112  |
| 9  | Francia (bandiera)     | G     | Tony Parker         | 1982 | 188  | 82   |
| 10 | Brasile (bandiera)     | G     | Alex Garcia         | 1980 | 191  | 100  |
| 11 | Australia (bandiera)   | G     | Shane Heal          | 1970 | 183  | 82   |
| 12 | Stati Uniti (bandiera) | A     | Bruce Bowen         | 1971 | 201  | 84   |
| 14 | Turchia (bandiera)     | A     | Hidayet Türkoğlu    | 1979 | 208  | 100  |
| 17 | Stati Uniti (bandiera) | G     | Charlie Ward        | 1970 | 188  | 86   |
| 20 | Argentina (bandiera)   | G     | Emanuel Ginóbili    | 1977 | 198  | 95   |
| 21 | Stati Uniti (bandiera) | AC    | Tim Duncan          | 1976 | 211  | 112  |
| 23 | Stati Uniti (bandiera) | G     | Devin Brown         | 1978 | 196  | 100  |
| 31 | Stati Uniti (bandiera) | A     | Malik Rose          | 1974 | 201  | 113  |
| 33 | Stati Uniti (bandiera) | GA    | Ron Mercer          | 1976 | 201  | 95   |
| 42 | Stati Uniti (bandiera) | AC    | Kevin Willis        | 1962 | 213  | 100  |

## Staff tecnico
- Allenatore: Gregg Popovich
- Vice-allenatori: Mike Budenholzer, P.J. Carlesimo, Mario Elie